# Rasmus Lund Pedersen
 Der er for få eller ingen kildehenvisninger i denne artikel, hvilket er et problem. Du kan hjælpe ved at angive troværdige kilder til de påstande, som fremføres i artiklen.

 Der er flere personer med dette navn, se Rasmus Pedersen.
Rasmus Lund Pedersen (født 9. juli 1998 i Odense) er en dansk cykelrytter, der gør sig gældende både på landevej og særligt indenfor banecykling.

## Karriere
Som junior rytter blev Rasmus danmarksmester i landevejscykling i 2015 og vandt senere på året bronze ved VM for juniorer i Richmond, USA. I 2016 vandt han flere Nations Cup-løb i landevejscykling samt to sølvmedaljer ved VM i banecykling i Schweiz.  Herefter indstillede han karrieren og begyndte at spille amerikansk fodbold.
I 2019 genoptog Rasmus Lund Pedersen cykelkarrieren og skrev kontrakt med Coloquick Cycling. Samme år vendte han tilbage på det danske banelandshold og var med til at vinde guld ved flere World Cup stævner samt bronze ved VM i banecykling 2019  og guld ved Europamesterskaberne i Apeldoorn, Holland.  
I 2020 blev han sammen med Lasse Norman Hansen, Julius Johansen og Frederik Rodenberg verdensmester i 4000 meter holdforfølgelsesløb i Berlin, og holdet satte i den forbindelse tre verdensrekorder (den seneste i tiden 3.44,672 minutter). Præstationen var medvirkende til, at de fire ryttere blev valgt som Årets Sportsnavn 2020.
Det danske hold var efter verdensrekorderne favoritter ved OL 2020 i Tokyo (afholdt i 2021). Holdet, der denne gang bestod af Frederik Rodenberg, Niklas Larsen, Lasse Norman og Rasmus Lund, satte da også olympisk rekord i tidskørslen og var derfor klar til semifinalen. I semifinalen kørte danskerne mod Storbritanniens hold, og danskerne var klart hurtigst. Da briternes tredjemand også måtte slippe sine holdkammerater, indhentede danskerne ham, men Rodenberg, som førte på det tidspunkt, så ikke briten og kolliderede med ham. Efter en del forvirring endte danskerne med at kvalificere sig til finalen, da de havde indhentet briternes tredjemand. Finalen stod mod Italien, der havde forbedret verdensrekorden i deres semifinale, fik en tæt afgørelse, hvor begge hold var under italienernes verdensrekord fra dagen forinden, og Italien tog guldet i tiden 3.42,032, mens danskerne kørte på 3.42,198 og vandt sølv.
Rasmus Lund Pedersen blev sammen med det danske banelandshold verdensmestre igen i 4000 holdforfølgelsesløn i både 2023 i Glasgow (Frederik Rodenberg, Carl-Frederik Bevort, Lasse Normann Leth, Niklas Larsen og Rasmus Lund Pedersen) og i 2024 I Ballerup (Tobias Aagaard, Carl Frederik Bevort, Niklas Larsen, Frederik Rodenberg, Rasmus Lund Pedersen). 
Til OL i Paris 2024 sluttede holdet på en 4. plads.
Rasmus Lund Pedersen er indehaver af flere danske rekorder indenfor banecykling - bl.a. 1000 meter på tid (1:01,067), 3000 meter individuelt forfølgelsesløb (03:14,532) samt 4000 meter holdforfølgelsesløb for både juniorer (4:03,042) og for professionelle (3:42,198).  
I 2020 blev Rasmus Lund Pedersen (21 år) placeret som nr. 2 ved Danmarks Idræts Forbunds, Team Danmarks og Politikens kåring af Årets Fund.